# Ciro Bustos
Ciro Roberto Bustos Marco (Mendoza, 29 de marzo de 1932-Malmö, 1 de enero de 2017), más conocido como Ciro Bustos, fue un pintor argentino que participó en varios movimientos guerrilleros en Argentina y Bolivia durante la década de 1960. Fue acusado de proporcionar al ejército boliviano y a la CIA informaciones que les posibilitaron localizar y combatir a las fuerzas al mando del Che Guevara, aunque él siempre negó tal delación.

## El Ejército Guerrillero del Pueblo
Estudió en la Escuela de Bellas Artes de la Universidad de Cuyo y en 1961 viajó a Cuba atraído por la revolución que acababa de tomar el poder. Entabló una gran amistad con Alberto Granado que le permitió  contactar por primera vez con Ernesto ''Che'' Guevara, quien en 1962 planeaba establecer un foco guerrillero en Argentina para internacionalizar la revolución cubana y hacerla triunfar en su propio país de origen.
Bustos se enroló en la organización guerrillera Ejército Guerrillero del Pueblo (EGP), que bajo las órdenes de Jorge Masetti se asentó en 1963 en una zona selvática de la provincia de Salta, Argentina, cerca de la frontera con Bolivia y recibió el encargo de establecer en diferentes provincias de aquel país una red de apoyos a esa organización. Las deserciones, las luchas internas, las difíciles condiciones geográficas de una zona tan remota y agreste y las operaciones de la Gendarmería, llevaron en 1964 al fracaso del proyecto. Ciro Bustos logró evadir a las fuerzas de seguridad y huyó a Uruguay, donde vivió en la clandestinidad, aunque sin perder contacto con Ernesto Guevara ni con los presos del EGP, a los que prestaba ayuda.

## La guerrilla de Ñancahuazú
Tras este primer fracaso, el Che Guevara formó un nuevo movimiento guerrillero que se estableció en Ñancahuazú (Bolivia) y que es conocido como el Ejército de Liberación Nacional de Bolivia (ELN) o Guerrilla de Ñancahuazú. Este grupo comenzó a operar a mediados de 1966 en una zona al sur del Departamento de Santa Cruz, por directivas de Ernesto Guevara y bajo su mando director a partir de noviembre de ese año, con el objetivo de tomar el poder. Bolivia estaba gobernada por la dictadura impuesta por el general de la Fuerza Aérea Boliviana René Barrientos tras haber derrocado al presidente electo Víctor Paz Estenssoro, mediante el golpe de Estado del 4 de noviembre de 1964.
A finales de 1966 Guevara reclamó nuevamente la colaboración de Ciro Bustos, este se reunió en La Paz con Régis Debray, periodista y escritor francés de ideología marxista, y juntos viajaron a Ñancahuazú, donde Guevara le encomendó a Bustos que estableciera una red de apoyo en Argentina y reclutar personas afines a la ideología marxista.
El 20 de abril de 1967, Ciro Bustos, Régis Debray y el periodista inglés George Andrew Roth, fueron detenidos por una patrulla del ejército boliviano en la ciudad de Muyupampa, sometidos a interrogatorio y torturas con la asistencia de miembros de la CIA, juzgados y condenados a treinta años de cárcel, de los que solo cumplieron cuatro hasta ser amnistiados en 1970 por el presidente Juan José Torres.

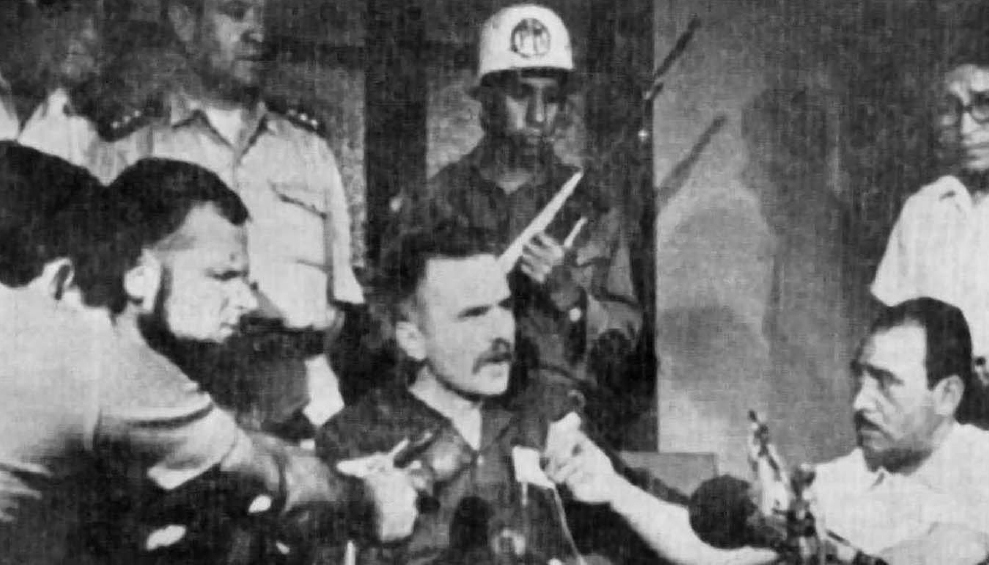
Régis Debray denunciando su condena a treinta años de cárcel

Ciro Bustos continuó viviendo de forma clandestina en la provincia de Mendoza, bajo continuas amenazas de muerte por parte de la organización de ultraderecha Triple A. En 1976 solicitó y le fue concedido asilo político en Suecia, país en el que residió desde entonces, dedicándose a la pintura. Falleció a los 84 años a raíz de un ataque cardiaco.

## Su implicación en la captura de ErnestoCheGuevara
Algunas versiones, entre ellas la de Jorge Castañeda Gutman y la del francés Pierre Kalfon, acusaron a Ciro Bustos de haber hablado demasiado y proporcionado información que derivó en la caída de Guevara.
Ciro Bustos siempre ha mantenido que ni él ni Régis Debray fueron sometidos a tortura porque no era necesario ya que cuando fueron capturados el ejército boliviano era perfecto conocedor de la existencia del grupo guerrillero ELN, de la ubicación de sus campamentos y de que al frente del mismo se hallaba el Che Guevaraː
«No tenía ninguna importancia lo que Debray y yo dijéramos ni en qué momento; ellos ya lo sabían».
En Bolivia, militares que intervinieron en los hechos afirman que no les hacía falta que los detenidos les confirmaran que el comandante Ramón era el Che porque ya lo sabían.
El documental  Sacrificio - ¿Quién traicionó al Che Guevara?, producido en Suecia en el año 2001 y dirigido por Erik Gandini, incide en esa misma dirección con entrevistas al general retirado boliviano Gary Prado (autor material del apresamiento del Che) y al exagente de la CIA Félix Rodríguez, quienes afirman que no precisaban la información que pudieran haber aportado Bustos y Debray durante su cautiverio y que tampoco necesitaron los famosos dibujos del Che, realizados por Ciro Bustos durante su interrogatorio, para confirmar que era el propio Che Guevara quien encabezaba el movimiento guerrillero de Santa Cruz.

En una entrevista concedida a la CNN en octubre de 2013, Félix Rodríguez afirmó que las posiciones ideológicas del Che y Fidel Castro se habían radicalizado hasta el punto de convertirse en incompatibles. Mientras Fidel Castro y su régimen eran claramente prosoviéticos, Ernesto Che Guevara era partidario de seguir el modelo marxista chino, algo que al régimen cubano no podía tolerar dada su gran dependencia de la Unión Soviética. Rodríguez insinúa a lo largo de la entrevista que Fidel Castro o su régimen tuvieron una participación destacada y crucial en el trágico final de la aventura boliviana del Che.

Otras opiniones, por el contrario, dirigen su acusación contra el francés Régis Debray, de quien afirman que estaba tan aterrado durante los interrogatorios que no era necesario torturarlo para que contase todo lo que sabía. Aleida Guevara, hija de Ernesto Che Guevara, hace recaer en el periodista francés toda la culpa sobre la captura del líder guerrillero, llegando a afirmar en 1996 queː
«Todo indica que al caer preso, Debray habló más de la cuenta».